# Кубок мира по сноуборду 2014/2015
Кубок мира по сноуборду 2014/2015 (англ. 2014–15 FIS Snowboard World Cup) — 21-й по счёту сезон Кубка мира, который начался 6 декабря 2014 года в американском горнолыжном курорте Купер Маутин (Колорадо).
С 10 по 31 января в Кубке мира была запланирована пауза для чемпионата мира по сноуборду 2015 в австрийском городе Крайшберге, который прошёл с 15 по 25 января 2015 года.

## Календарь сезона

### Мужчины

#### Хафпайп
| Дата                                                        | Место             | Победитель      | Второе место    | Третье место             | Ссылка        |
| ----------------------------------------------------------- | ----------------- | --------------- | --------------- | ------------------------ | ------------- |
| 6 дек 2014                                                  | Купер Маутин, США | Тэйлор Голд США | Чжан Ивэй Китай | Бен Фергюсон США         |               |
| 15.01-25.01.2015 Крайшберг Чемпионат мира по сноуборду 2015 |                   |                 |                 |                          |               |
| 22 фев 2015                                                 | Стоунем, Канада   | Старт отменён   | Старт отменён   | Старт отменён            | Старт отменён |
| 1 мар 2015                                                  | Парк Сити, США    | Чжан Ивэй Китай | Тэйлор Голд США | Кент Каллистер Австралия |               |

#### Слоупстайл
| Дата                                                        | Место                  | Победитель              | Второе место          | Третье место              | Ссылка |
| ----------------------------------------------------------- | ---------------------- | ----------------------- | --------------------- | ------------------------- | ------ |
| 15.01-25.01.2015 Крайшберг Чемпионат мира по сноуборду 2015 |                        |                         |                       |                           |        |
| 21 фев 2015                                                 | Стоунем, Канада        | Майкл Чиккарелли Канада | Янне Корпи Финляндия  | Кеита Инамура Япония      |        |
| 27 фев 2015                                                 | Парк-Сити, США         | Эрик Уиллет США         | Чарльз Гульдемонд США | Эрик Бушемин США          |        |
| 14 мар 2015                                                 | Шпиндлерув-Млин, Чехия | Люсьен Кох Швейцария    | Янне Корпи Финляндия  | Петиа Пийроинен Финляндия |        |

#### Биг-эйр
| Дата                                                        | Место           | Победитель          | Второе место            | Третье место      | Ссылка |
| ----------------------------------------------------------- | --------------- | ------------------- | ----------------------- | ----------------- | ------ |
| 20 дек 2014                                                 | Стамбул, Турция | Сеппе Смитс Бельгия | Йонас Бёсигер Швейцария | Брэндон Дэвис США |        |
| 15.01-25.01.2015 Крайшберг Чемпионат мира по сноуборду 2015 |                 |                     |                         |                   |        |
| 20 фев 2015                                                 | Стоунем, Канада | Дарси Шарп Канада   | Тэйлор Николсон Канада  | Эрик Бушемин США  |        |

#### Бордер-кросс
| Дата                                                        | Место               | Победитель                | Второе место          | Третье место           | Ссылка        |
| ----------------------------------------------------------- | ------------------- | ------------------------- | --------------------- | ---------------------- | ------------- |
| 15.01-25.01.2015 Крайшберг Чемпионат мира по сноуборду 2015 |                     |                           |                       |                        |               |
| 7 мар 2015                                                  | Скво Вэлли, США     | Старт отменён             | Старт отменён         | Старт отменён          | Старт отменён |
| 14 мар 2015                                                 | Вайсоназ, Швейцария | Лукас Эгибар Испания      | Николай Олюнин Россия | Кевин Хилл Канада      |               |
| 15 мар 2015                                                 | Вайсоназ, Швейцария | Алекс Пуллин Австралия    | Лукас Эгибар Испания  | Кевин Хилл Канада      |               |
| 21 мар 2015                                                 | Ла-Молина, Испания  | Кристофер Робанске Канада | Алекс Дейболд США     | Алекс Пуллин Австралия |               |

#### Параллельные дисциплины
- ПСЛ — параллельный слалом

| Дата                                                        | Место                | Вид | Победитель              | Второе место            | Третье место                | Ссылка |
| ----------------------------------------------------------- | -------------------- | --- | ----------------------- | ----------------------- | --------------------------- | ------ |
| 16 дек 2014                                                 | Карезза, Италия      | ПГС | Роланд Фишналлер Италия | Жан Кошир Словения      | Джейси-Джей Андерсон Канада |        |
| 18 дек 2014                                                 | Монтафон, Австрия    | ПСЛ | Роланд Фишналлер Италия | Жан Кошир Словения      | Мирко Феличетти Италия      |        |
| 9 янв 2015                                                  | Бад Гаштайн, Австрия | ПСЛ | Жан Кошир Словения      | Кристоф Мик Италия      | Патрик Басслер Германия     |        |
| 15.01-25.01.2015 Крайшберг Чемпионат мира по сноуборду 2015 |                      |     |                         |                         |                             |        |
| 31 янв 2015                                                 | Рогла, Словения      | ПГС | Вик Уайлд Россия        | Мирко Феличетти Италия  | Жан Кошир Словения          |        |
| 7 фев 2015                                                  | Судефелд, Германия   | ПГС | Андрей Соболев Россия   | Вик Уайлд Россия        | Жан Кошир Словения          |        |
| 28 фев 2015                                                 | Асахикава, Япония    | ПГС | Жан Кошир Словения      | Патрик Басслер Германия | Станислав Детков Россия     |        |
| 1 мар 2015                                                  | Асахикава, Япония    | ПСЛ | Жан Кошир Словения      | Джастин Рейтер США      | Мирко Феличетти Италия      |        |
| 7 мар 2015                                                  | Москва, Россия       | ПСЛ | Джастин Рейтер США      | Бенджамин Карл Австрия  | Роланд Фишналлер Италия     |        |
| 14 мар 2015                                                 | Винтерберг, Германия | ПСЛ | Роланд Фишналлер Италия | Бенджамин Карл Австрия  | Константин Шипилов Россия   |        |

### Женщины

#### Хафпайп
| Дата                                                        | Место             | Победитель      | Второе место    | Третье место     | Ссылка        |
| ----------------------------------------------------------- | ----------------- | --------------- | --------------- | ---------------- | ------------- |
| 6 дек 2014                                                  | Купер Маутин, США | Келли Кларк США | Ариэль Голд США | Ханна Тетер США  |               |
| 15.01-25.01.2015 Крайшберг Чемпионат мира по сноуборду 2015 |                   |                 |                 |                  |               |
| 22 фев 2015                                                 | Стоунем, Канада   | Старт отменён   | Старт отменён   | Старт отменён    | Старт отменён |
| 1 мар 2015                                                  | Парк Сити, США    | Келли Кларк США | Ариэль Голд США | Цай Сюэтун Китай |               |

#### Слоупстайл
| Дата                                                        | Место                  | Победитель           | Второе место             | Третье место             | Ссылка |
| ----------------------------------------------------------- | ---------------------- | -------------------- | ------------------------ | ------------------------ | ------ |
| 15.01-25.01.2015 Крайшберг Чемпионат мира по сноуборду 2015 |                        |                      |                          |                          |        |
| 21 фев 2015                                                 | Стоунем, Канада        | Шерил Мас Нидерланды | Джессика Дженсон США     | Клаудия Медлова Словакия |        |
| 27 фев 2015                                                 | Парк-Сити, США         | Шерил Мас Нидерланды | Карли Шорр США           | Элена Кёнц Швейцария     |        |
| 14 мар 2015                                                 | Шпиндлерув-Млин, Чехия | Шерил Мас Нидерланды | Клаудия Медлова Словакия | Элла Сютиала Финляндия   |        |

#### Биг-эйр
| Дата                                                        | Место           | Победитель           | Второе место            | Третье место             | Ссылка |
| ----------------------------------------------------------- | --------------- | -------------------- | ----------------------- | ------------------------ | ------ |
| 20 дек 2014                                                 | Стамбул, Турция | Тай Уолкер США       | Сина Кандриан Швейцария | Шерил Мас Нидерланды     |        |
| 15.01-25.01.2015 Крайшберг Чемпионат мира по сноуборду 2015 |                 |                      |                         |                          |        |
| 20 фев 2015                                                 | Стоунем, Канада | Шерил Мас Нидерланды | Ли-Мара Бош Швейцария   | Клаудия Медлова Словакия |        |

#### Бордер-кросс
| Дата                                                        | Место               | Победитель             | Второе место               | Третье место           | Ссылка        |
| ----------------------------------------------------------- | ------------------- | ---------------------- | -------------------------- | ---------------------- | ------------- |
| 15.01-25.01.2015 Крайшберг Чемпионат мира по сноуборду 2015 |                     |                        |                            |                        |               |
| 7 мар 2015                                                  | Скво Вэлли, США     | Старт отменён          | Старт отменён              | Старт отменён          | Старт отменён |
| 14 мар 2015                                                 | Вайсоназ, Швейцария | Мишель Мойоли Италия   | Нелли Моенн-Локкоз Франция | Хлоя Трепёш Франция    |               |
| 15 мар 2015                                                 | Вайсоназ, Швейцария | Доминик Мальте Канада  | Нелли Моенн-Локкоз Франция | Хлоя Трепёш Франция    |               |
| 21 мар 2015                                                 | Ла-Молина, Испания  | Шарлотта Бэнкс Франция | Нелли Моенн-Локкоз Франция | Линдси Джекобеллис США |               |

#### Параллельные дисциплины
- ПСЛ — параллельный слалом

| Дата                                                        | Место                | Вид | Победитель                    | Второе место              | Третье место              | Ссылка |
| ----------------------------------------------------------- | -------------------- | --- | ----------------------------- | ------------------------- | ------------------------- | ------ |
| 16 дек 2014                                                 | Карезза, Италия      | ПГС | Марион Крайнер Австрия        | Каролин Кальв Канада      | Надя Очнер Италия         |        |
| 18 дек 2014                                                 | Монтафон, Австрия    | ПСЛ | Сабин Шёффманн Австрия        | Амели Кобер Германия      | Алёна Заварзина Россия    |        |
| 9 янв 2015                                                  | Бад Гаштайн, Австрия | ПСЛ | Эстер Ледецка Чехия           | Патриция Куммер Швейцария | Жюли Цогг Швейцария       |        |
| 15.01-25.01.2015 Крайшберг Чемпионат мира по сноуборду 2015 |                      |     |                               |                           |                           |        |
| 31 янв 2015                                                 | Рогла, Словения      | ПГС | Марион Крайнер Австрия        | Ина Мешик Австрия         | Селина Йорг Германия      |        |
| 7 фев 2015                                                  | Судефелд, Германия   | ПГС | Эстер Ледецка Чехия           | Жюли Цогг Швейцария       | Марион Крайнер Австрия    |        |
| 28 фев 2015                                                 | Асахикава, Япония    | ПГС | Юлия Дуймовиц Австрия         | Жюли Цогг Швейцария       | Эстер Ледецка Чехия       |        |
| 1 мар 2015                                                  | Асахикава, Япония    | ПСЛ | Жюли Цогг Швейцария           | Сабин Шёффманн Австрия    | Юлия Дуймовиц Австрия     |        |
| 7 мар 2015                                                  | Москва, Россия       | ПСЛ | Клаудия Риглер Австрия        | Жюли Цогг Швейцария       | Патриция Куммер Швейцария |        |
| 14 мар 2015                                                 | Винтерберг, Германия | ПСЛ | Хильде-Картин Энгели Норвегия | Селина Йорг Германия      | Алёна Заварзина Россия    |        |

### Командные соревнования

#### Бордер-кросс
| Дата        | Место               | Победитель    | Второе место  | Третье место  | Ссылка        |
| ----------- | ------------------- | ------------- | ------------- | ------------- | ------------- |
| 8 мар 2015  | Скво Вэлли, США     | Старт отменён | Старт отменён | Старт отменён | Старт отменён |
| 15 мар 2015 | Вайсоназ, Швейцария | Старт отменён | Старт отменён | Старт отменён | Старт отменён |

#### Параллельные дисциплины
* ПСЛ — параллельный слалом 
| Дата        | Место                | Вид | Победитель                             | Второе место                             | Третье место                          | Ссылка |
| ----------- | -------------------- | --- | -------------------------------------- | ---------------------------------------- | ------------------------------------- | ------ |
| 19 дек 2014 | Монтафон, Австрия    | ПСЛ | ITA-1 Надя Очнер Роланд Фишналлер      | RUS-2 Наталья Соболева Андрей Соболев    | JPN-1 Томока Такэути Масаки Шиба      |        |
| 10 янв 2015 | Бад Гаштайн, Австрия | ПСЛ | SUI-1 Патриция Куммер Невин Гальмарини | RUS-5 Светлана Болдыкова Валерий Колегов | RUS-2 Наталья Соболева Андрей Соболев |        |